# Tèrra Brigasca
Tèrra Brigasca o País Brigasc (Tera brigašca en brigasc, Pays brigasque en francès) és situada sobre els Alps Marítims, entre França i Itàlia i sotsdividida entre les províncies italianes de Cuneo i Imperia, i el departament francès dels Alps Marítims.

## La Terra brigasca
La vila principal de la regió és La Briga (Briga o Briga Marítima, que amb uns 500/600 habitants és la més gran concentració de població brigasca). Fins al 12 d'octubre de 1947 també aplegava el municipi de Briga Alta, fins que foren dividits entre Itàlia i França.

## Elbrigasci la Terra brigasca
Arreu del territori es parla el dialecte brigasc, una variant del lígur amb afinitat a les parles occitanes de la Vall del Roine i els Alps Marítims.
L'atribució a la minoria occitana de les localitats brigasques (Briga Alta, Olivetta San Michele, i sols per les seves parts brigasques Ormea e Triora) en territori italià és recollida a la Llei 482/1999 en matèria de minories lingüístiques històriques i basada sobre el criteri de l'autodeclaració de pertinença de banda de les administracions locals.

## Difusió del brigasc
Les persones que habiten l'àrea del dialecte brigasc són unes 700/800, distribuïdes així:

### França
- Provença-Alps-Costa Blava al departament dels Alps Marítims, al Districte de Niça i el Cantó de Tende:
  - La Briga (fins al 1865 Briga, del 1865 al 1947 Briga Marittima) (Ra Briga);
  - Morignole (fins al 1947 Morignolo) (Morignoo).

### Itàlia
- Piemont a la província de Cuneo:
  - Briga Alta (Briga Àuta) municipi compost de les fraccions:
    - Carnino (Carnin);
    - Upega (Üpega);
    - Piaggia (A Giagia);

  - Viozene (A Viüsèna/Viuzena), una fracció del municipi d'Ormea

- Ligúria a la província d'Imperia:
  - Realdo (Rêaud) i Verdeggia (Vërdeggia), fraccions del municipi de Triora.